# Raphael Samuel
Raphael Elkan Samuel (Londres, 26 de dezembro de 1934 — Londres, 9 de dezembro de 1996) foi um historiador Marxista britânico, descrito por Stuart Hall como "um dos mais notáveis e originais intelectuais de sua geração".
Era professor de história na Universidade de East London, e também no Ruskin College, no período de 1962 até a sua morte.

## Vida
Filho de um casal de judeus, Raphael nasceu em Londres no ano de 1934, cidade aonde passaria boa parte de sua infância. Ainda durante sua adolescência, se envolveu com o Partido Comunista Britânico, do qual sua mãe, Minna Nerenstein era membra ativa.. Em 1952, aos 17 anos, Samuel se mudou para Oxford, para estudar História Moderna no Balliol College, aonde se tornou próximo do historiador Christopher Hill, que então atuava como professor na universidade. Durante seus anos como estudante na universidade, Samuel participou extensivamente da vida intelectual e política na universidade, se envolvendo com diversos diferentes movimentos de esquerda da cidade de Oxford como um todo.
Participou também, desde 1951, do Grupo de Historiadores do Partido Comunista, criado em 1946 no pós-guerra por historiadores como Edward Thompson, Eric Hobsbawm, Rodney Hilton, Dorothy Thompson e muitos outros, com o intuito de pensar formas de como a historiografia, sobretudo a historiografia britânica, poderia conectar os aspectos políticos e intelectuais da história com o popular e o social. Este grupo de historiadores comunistas teve papel fundamental no estabelecimento da história social como um campo da história, e contribuiu com a perspectiva da "história de baixo para cima", através sobretudo das obras de Hill, Thompson e Hobsbawm. Ele co-fundou a revista Past and Present em 1952, e foi pioneiro no estudo da história da classe trabalhadora. Ele fundou um café intitulado Partisan Coffee House em 1956, no bairro de Soho, em Londres como um lugar de encontro para os Britânicos do movimento New Left e como forma de financiar a recém-criada revista.
Durante a década de 1960, ele fundou o History Workshop, movimento sindical ligado ao Ruskin College em Oxford. Samuel e o movimento History Workshop influenciaram poderosamente o desenvolvimento de uma abordagem para a pesquisa e escrita histórica e a escrita comumente chamada de "história vista de baixo". Em 1962, passou a atuar como professor no Ruskin College, em Oxford.
Após sua morte, em 1996, o Centro da História de East London da Universidade de East London, foi rebatizado com o nome de Centro Histórico Raphael Samuel, em homenagem ao seu papel na criação. O Centro foi criado para investigar e documentar a história de Londres desde o século XVIII. Consistente com o pensamento de Samuel de que os estudos históricos devem se estender para fora da academia, o Centro promove a investigação na comunidade, além da publicação de materiais que vão de monografias de historiadores estabelecidos até dissertações de estudantes. Desde setembro de 2009, o Centro Histórico Raphael Samuel tem sido uma parceria entre a Universidade de East London, o Birkbeck College e o Bishopsgate Institute. Raphael Samuel foi enterrado no Cemitério de Highgate.

## Principais Obras
- Village Life and Labour (1975)
- Miners, Quarrymen and Saltworkers (1977)
- People's History and Socialist Theory (1981)
- East End Underworld (1981)
- Culture, Ideology and Politics (1983)
- Theatres of the Left: 1880–1935 (1985)
- The Lost World of Communism (1986)
- The Enemy Within: The Miners' Strike of 1984 (1987)
- Patriotism: The Making and Unmaking of British National Identity (1989)
- Patriotism (Volume 2): Minorities and Outsiders (1989)
- The Myths We Live By (1990)
- Theatres of Memory: Volume 1: Past and Present in Contemporary Culture (1996)
- Theatres of Memory: Volume 2: Island Stories: Unravelling Britain (1997)
- The Lost World of British Communism (2006)

### Livros
- Scott-Brown, Sophie (2017). The histories of Raphael Samuel: A portrait of a people's historian (em inglês). Acton: ANU Press. ISBN 9781760460372

### Páginas da Web
- Simkin, John (1997). «Raphael Samuel». Spartacus Educational. Consultado em 30 de abril de 2019. Cópia arquivada em 23 de maio de 2018